# Temple de Mînâkshî
Le Temple de Mînâkshî est un temple hindou de style dravidien situé à Madurai dans le Tamil Nadu, en Inde. Il est un des chefs-d'œuvre de l'architecture dravidienne et l'un des temples en activité les plus importants de l'Inde. Il est consacré à Mînâkshî, un avatar de la déesse hindoue Pârvatî, l'épouse de Shiva, ainsi qu'à Shiva, sous sa forme Sundareshvara (le beau seigneur). Il comporte deux sanctuaires, un pour chacun des deux dieux. Il compte parmi les lieux saints de l'Inde les plus fréquentés et attire des pèlerins qui viennent s'y marier ou s'y purifier.
Mînâkshî signifie « aux yeux de poisson ». Le mot est dérivé des mots mina (poisson) et akshi (yeux). Mînâkshî est une des rares déesses hindoues à avoir un temple majeur qui lui soit consacré. De plus, dans la plupart des temples de Shiva, c'est Shiva qui en est le dieu principal.
Il a été construit à l'initiative de Vaishvanâtha et les travaux ont duré de 1560 à 1680, mais la majeure partie s'est déroulée entre 1623 et 1660 à l'initiative de Nayak Tirumalay.
Le temple est au cœur de la ville de Madurai. Il fait partie des plus grands temples hindous, le plus vaste (également le plus grand temple d'Inde) étant celui de Srirangam près de Tiruchirappalli, du même style et dans le même État.
Comme les autres temples de style dravidien tardif, il est composé de multiples enceintes. L'enceinte extérieure mesure 254 × 237 m. On traverse ces enceintes par des tours-portails appelées gopuras (ou gopurams) décorés d'un foisonnement de statues. Le temple compte onze gopurams d'une hauteur de 45 à 50 m. Le plus haut est le gopuram sud qui s'élève à 60 m., ce qui en a fait la plus haute construction d'Asie durant plusieurs siècles. Le temple compte aussi deux vimanas, des tours en forme de pyramide, moins hautes, avec un sommet doré et qui recouvrent et protègent les sanctuaires des deux divinités.
Le temple comporte une profusion de sculptures sur les murs et les gopurams. Il y en aurait 33 000. Le temple était dans la liste des 30 meilleurs candidats pour les Sept Merveilles du Monde moderne.
Le temple est important pour la civilisation tamoule et figure dans sa littérature depuis l'antiquité, bien que sa structure actuelle date de 1623-1655.
Le temple attire 15 000 visiteurs par jour et 25 000 les jours de fête. Le festival annuel de Tirukalyanam en avril-mai dure dix jours et attire 1 million de visiteurs.

## Histoire

### Défaite du roi Sundara Pandya
En 1311, le sultan musulman Alâ ud-Dîn Khaljî de la Dynastie des Khaldjî envoya son général Malik Kafur dans une expédition contre les royaumes hindouistes de l'Inde du sud. Cela conduit à la capture de Warangal — la capitale des Kâkâtiya —, et notamment à la chute de la dynastie Hoysala au sud du fleuve Krishna.
Malik Kafur ne cherchait pas à étendre les frontières du sultanat, mais simplement à s'emparer de trésors, au nom du sultan. La victoire de Malik sur Veera Ballala III et le pillage des de temples hindous d'Halebid alarmèrent l'Empire Pandya. Par ailleurs, Malik Kafur connaissait la force croissante de l'armée pandya et le forte position défensive des remparts de Madurai. Il était donc réticent à une expédition vers le sud. C'est Alauddin Khilji lui-même qui lui envoya des renforts et lui ordonna d'attaquer Madurai après avoir entendu parler des richesses de la ville par Veera Virupaksha Ballala, l'intermédiaire qui avait été envoyé à Delhi comme un geste de paix par son père vaincu, Veera III Ballala.
Shivaïte convaincu, le roi Sundara Pandya était révolté par la destruction des temples hindouistes. Il rassembla son armée pour marcher contre l'envahisseur. Au contraire, son frère Vira Pandya aurait préféré rester sur la défensive à l'abri des remparts de Madurai. Sundara Pandya n'en tint pas compte et ordonna à son armée d'avancer en laissant Vira Pândya protéger Madurai avec ses hommes.
L'armée avança jusqu'à Melaithirukattupalli, mais dû s'arrêter par manque d'eau, la rivière Kaveri étant à sec pendant l'été caniculaire de 1311. L'armée épuisée suivit le lit à sec de la rivière vers l'ouest à la recherche d'eau. Les forces de Malik Kafur, étaient, quant à elles, bien approvisionnées. Elles rencontrèrent et vainquirent l'armée de Sundara Pandya devant Tiruchirappalli. Sundara Pandya envoya sa cavalerie contre celle du Sultanat, mais elle était moins bien armée. Les musulmans utilisaient aussi des archers mercenaires turcopoles, des cottes de mailles et des arbalètes. Suivis par leur infanterie, ils battirent l'armée pandya, capturèrent Sundara Pandya et décapitèrent tous les autres prisonniers.
Peu de cavaliers pandya réussirent à s'échapper pour rapporter la nouvelle de la défaite à Vira Pandya, toujours à Madurai. Le Sultanat victorieux pilla les temples de Tiruchirappalli et Srirangam.

### Le siège de Madurai
À Madurai, le seul but de Vira Pandya et de ses troupes était de sauver le temple de Mînâkshî. Mais en forte infériorité numérique, leur seul espoir était de tenir suffisamment longtemps pour pousser les ennemis à négocier. Malik Kafur assiégea Madurai pendant plusieurs semaines. Mais il n'avait pas de machines de sièges, balistes ou trébuchets et utilisait simplement des béliers de faible puissance. D'autre part, les tirs d'archers des défenseurs et des attaques de cavalerie surprises éliminèrent près de la moitié de l'armée de Malik Kafur. Il réussit cependant à percer une brèche dans les murailles, mais les défenseurs continuèrent à résister, poussant Malik Kafur à la négociation.
Les termes de l'accord étaient les suivants : Malik Kafur recevrait tous les trésors du temple, incluant 96 000 pièces d'or et des pierres précieuses, la moitié du riz stocké à Madurai et qui était rationné, tous les chevaux et éléphants.
En retour, il promettait de libérer Sundara Pandya et de respecter les divinités et le sanctuaire intérieur du temple.
Le temple fut restauré par le roi de Madurai, Viswanatha Nayak (1559–1600) de la dynastie Nayak sous la supervision du premier ministre Ariyanatha Mudaliar. Le temple fut agrandi jusqu'à sa structure actuelle sous le règne de Thirumalai Nayak (1623–1655) en rajoutant de nombreux complexes à l'intérieur du temple. Ses contributions majeures sont le Vasantha mandapam (où se célèbre le vasanthotsavam – fête du printemps) et le Kilikoondu mandapam (couloir de perroquets). Les couloirs des bassins du et le Mînâkshî Nayakar mandapam ont été construits par la Rani Mangammal.

## Architecture
Vishwantha Nayaka aurait redessiné la ville de Madurai en conformité avec les principes établis par les règles d'architecture des Shilpa Shastra : la ville est aménagée avec des rues en carré dont le temple est le centre. L'enceinte extérieure d'un temple (prakara) et les rues alentour accueillent lors de fêtes religieuses des processions spectaculaires, avec des circumambulations à des distances variables du centre du temple. Les véhicules (ratha) utilisés dans ces processions sont d'autant plus massifs qu'il circulent loin du centre du temple.

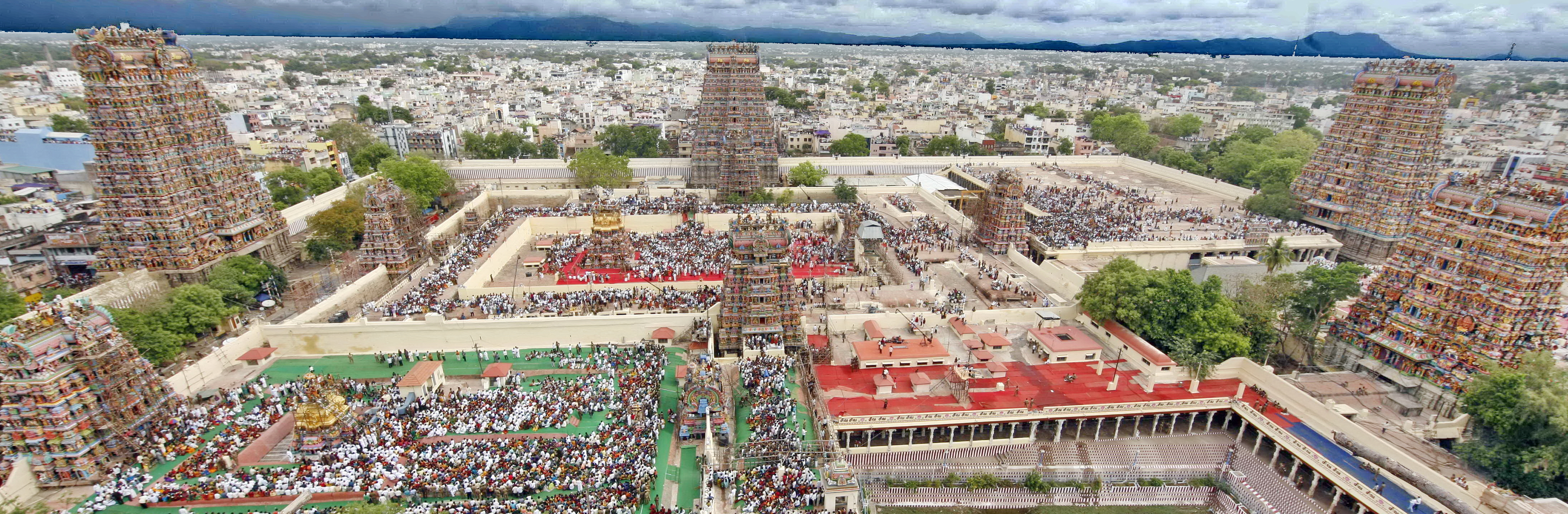
Vue de Madurai depuis le haut du temple

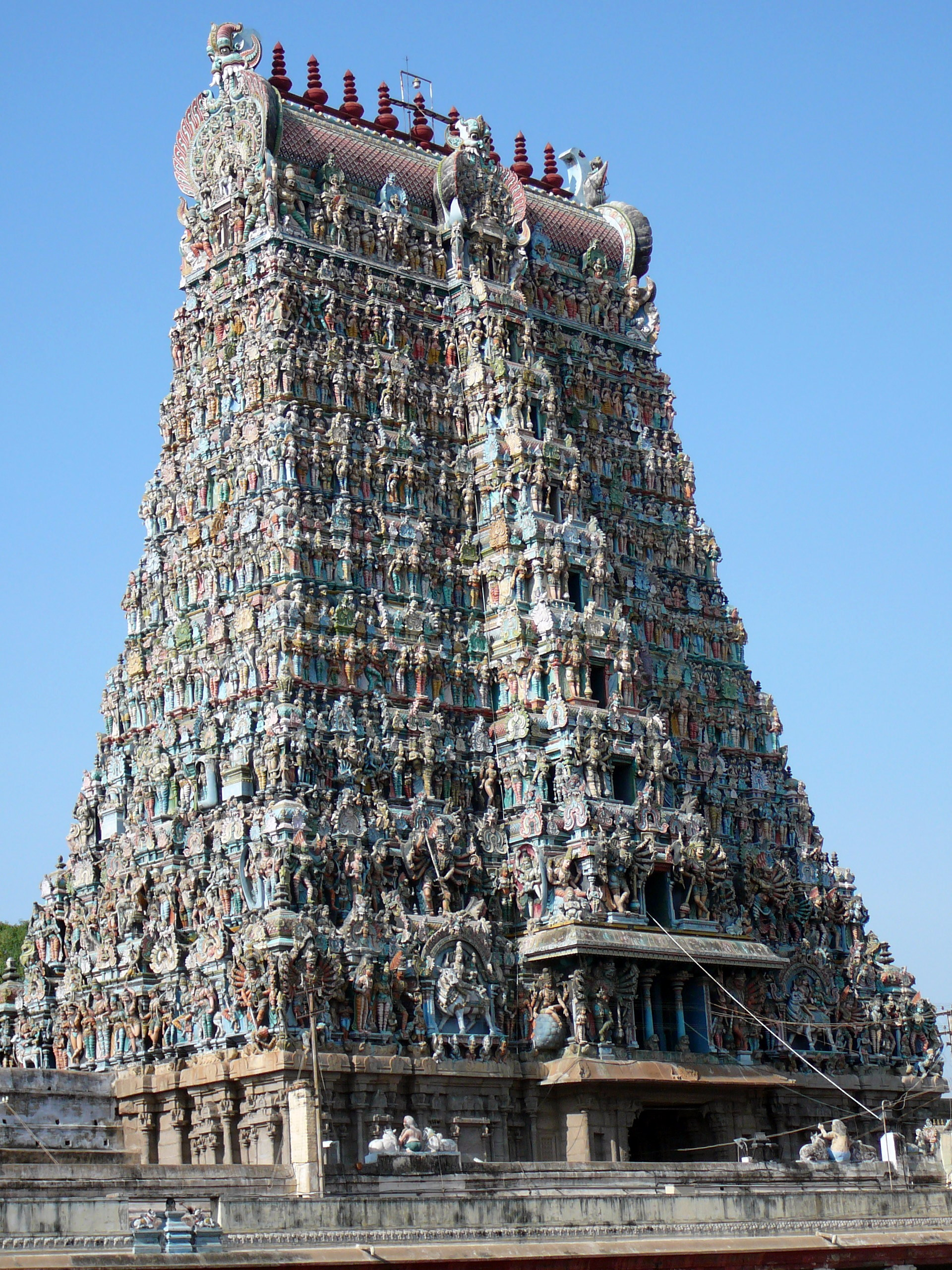

### Gopurams
Sur les diverses enceintes, des tours-portails appelées « gopurams » permettent d'accéder au temple. Elles sont caractéristiques de l'architecture dravidienne. La plus haute est le gopuram sud qui atteint 50 mètres de haut et a été construite en 1559. La plus ancienne est le gopuram est, construite par Maravarman Sundara Pandya entre 1216 et 1238. Les gopurams présentent une structure pyramidale avec de nombreux étages, recouverts de milliers de statues en stuc représentant des animaux, des dieux et des démons peints de couleurs vives. Elles sont repeintes tous les quinze ans environ.

### Sanctuaires

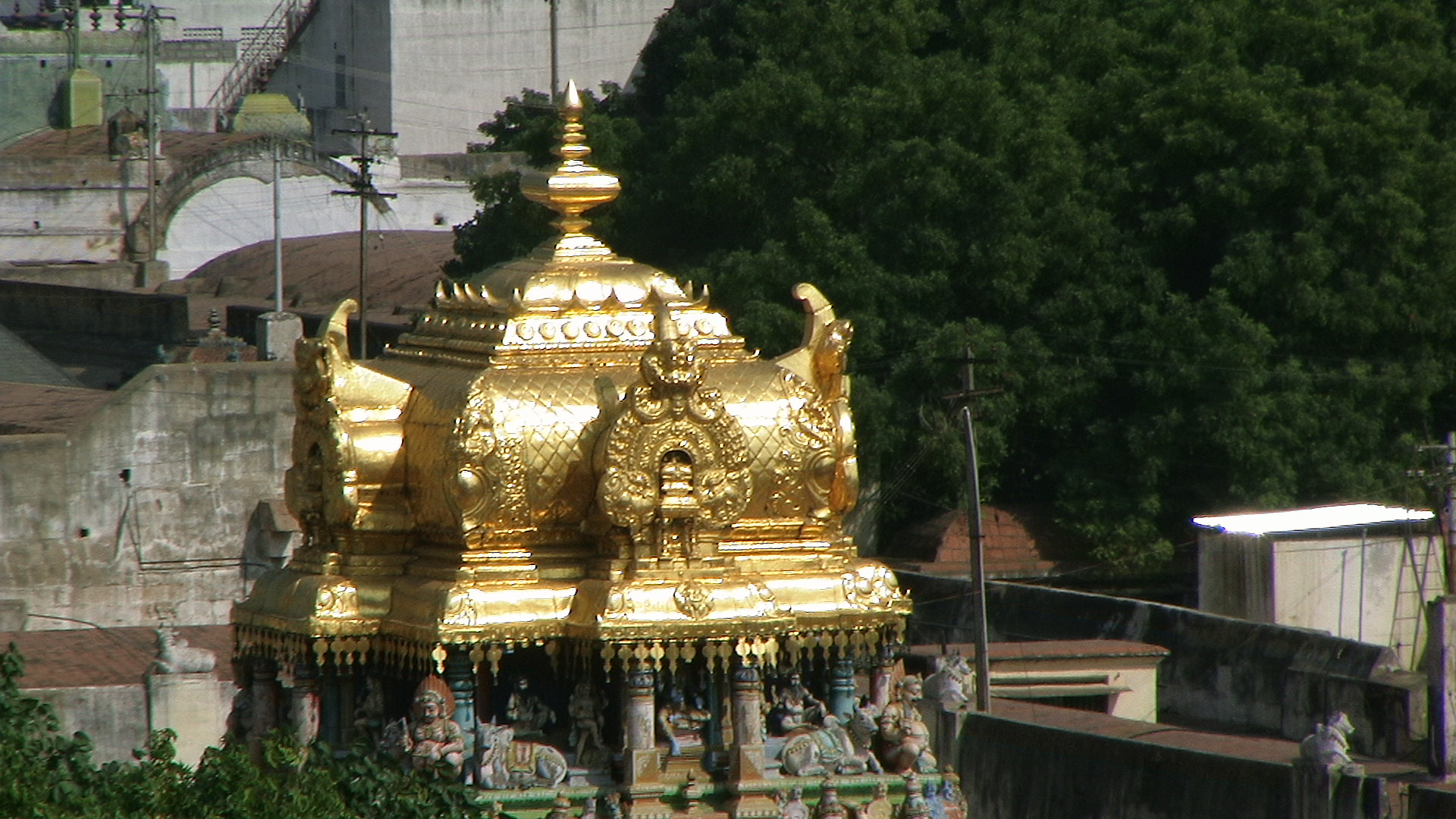
Le sommet en or du sanctuaire de Mînâkshî

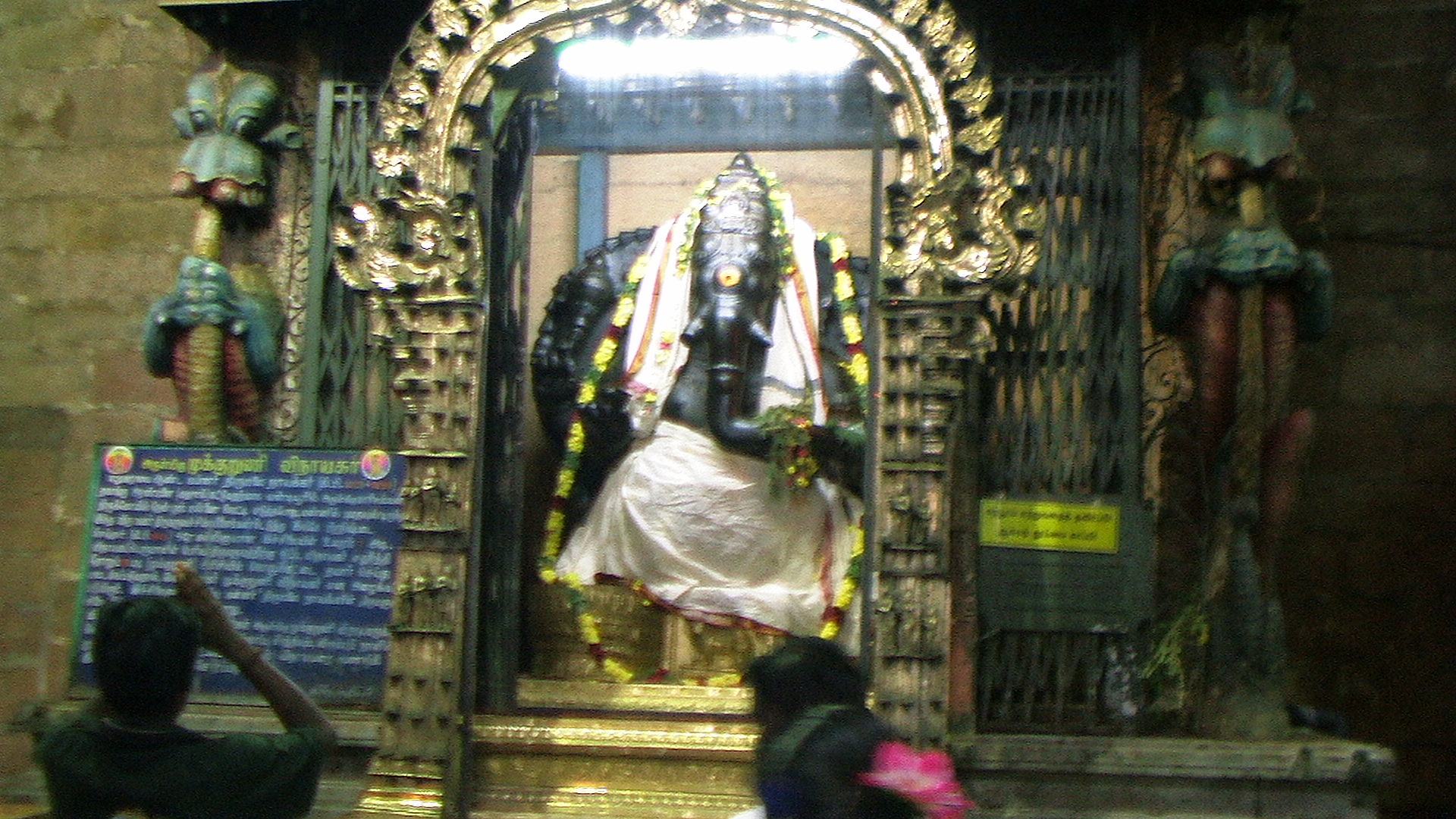
Le sanctuaire de Mukkurni Vinayagar à l'intérieur du temple

Le sanctuaire de Mînâkshî et de son époux Sundareshwara sont entourés par trois enceintes rectangulaires successives avec sur chacune d'entre elles une tour à chacun des quatre points cardinaux. Leur hauteur est croissante de l'intérieur vers l'extérieur. Le sanctuaire de Mînâkshî contient une statue de la déesse en pierre de couleur sombre. C'est celui de Sundareshwara qui se trouve au centre du complexe, ce qui suggère que le culte de la déesse, bien que devenu prépondérant, est plus tardif. Les deux sanctuaires sont intégrés dans un bâtiment de toit pyramidal (vimāna), recouvert de plaques en or. Le sommet doré peut être vu de loin à partir de l'ouest, au travers d'ouvertures dans les tours successives. La surface du sanctuaire de Sundareshwara est exactement le quart de celle du temple et le quadruple de celle du sanctuaire de Mînâkshî.
La grande sculpture monolithe de Ganesh située à l'extérieur du sanctuaire de Sundareshwara, sur le chemin du sanctuaire de Mînâkshî, est appelée Mukuruny Vinayakar. Ce nom signifierait « trois kurinis », le kurini étant une large mesure de riz. Elle aurait été découverte au XVIIe siècle lors du creusement du bassin de Vandiyur Mariamman Teppakulam.

### Le bassin du temple

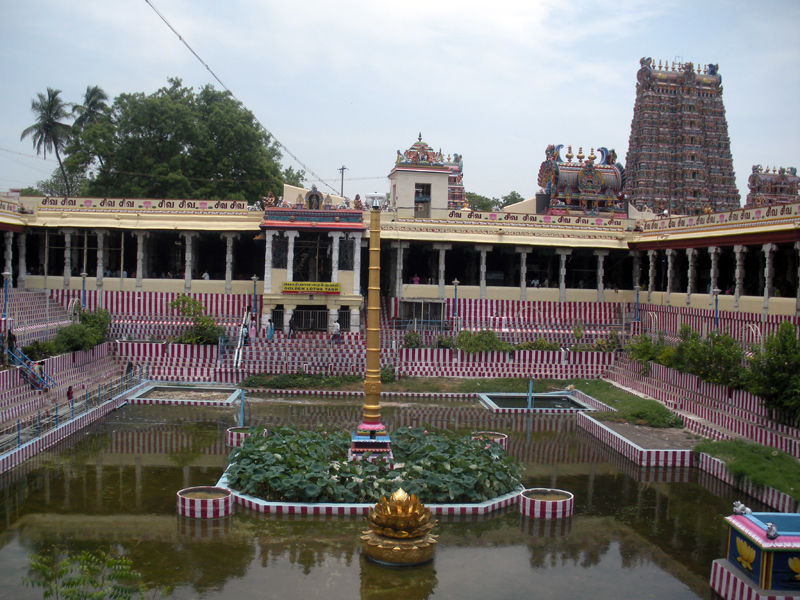
Le bassin de Porthamarai Kulam

Le bassin principal, Porthamarai Kulam (l'étang du lotus d'or), est un bassin rectangulaire de 50 m sur 37 m. Il est entouré de galeries et ses eaux sont considérées comme sacrées. Selon la légende, Shiva avait promis à une cigogne qu'il n'y aurait aucun poisson ni autre animal de rivière dans le bassin. Et effectivement, on n'en trouve pas .
Dans les légendes tamoules, le bassin est censé juger la valeur d'un livre : les auteurs placent leurs œuvres dans le bassin et les travaux mal écrits sont censés couler et ceux de qualité, flotter.
Seule une partie des peintures des XVIIe et XVIIIe siècles de la période Nayak a survécu. On en trouve sur les petites arcades du côté ouest du bassin. Elles représentent le mariage de Sundareswarar et Mînâkshî, assistés par Vijayaranga Chokkanatha et Rani Mangammal. La peinture est exécutée sur fond rouge vif, avec un dessin au trait noir délicat et de grandes zones de blanc, vert et ocre. Le couple céleste est assis à l'intérieur d'un cadre architectural avec un arbre en fleurs en arrière-plan.

### Les différentes salles
Le couloir qui entoure le sanctuaire de Mînâkshî est appelé Kilikoondu mandapam (le corridor des cages de perroquet). L'espace était utilisé autrefois pour présenter des perroquets verts (essentiellement des perruches à collier) entraînés à prononcer le nom de Mînâkshî. Il y a deux grandes cages avec des perroquets verts en semi-liberté.
Le Kambatadi mandapam (salle du temple-arbre) avec son taureau Nandi assis (véhicule de Shiva) présente plusieurs représentations de Shiva sculptées ainsi que la fameuse sculpture du Mariage de Mînâkshî. Un mât en or avec 32 sections symbolise la colonne vertébrale humaine et est entouré par divers dieux dont Durga et Siddar.
Le Mînâkshî Nayakkar mandapam (salle aux 100 piliers) possède deux rangées de piliers sculptés avec des images de yali (une bête mythologique avec un corps de lion et une tête d'éléphant). Elle est souvent utilisée pour représenter la puissance de Nayak.

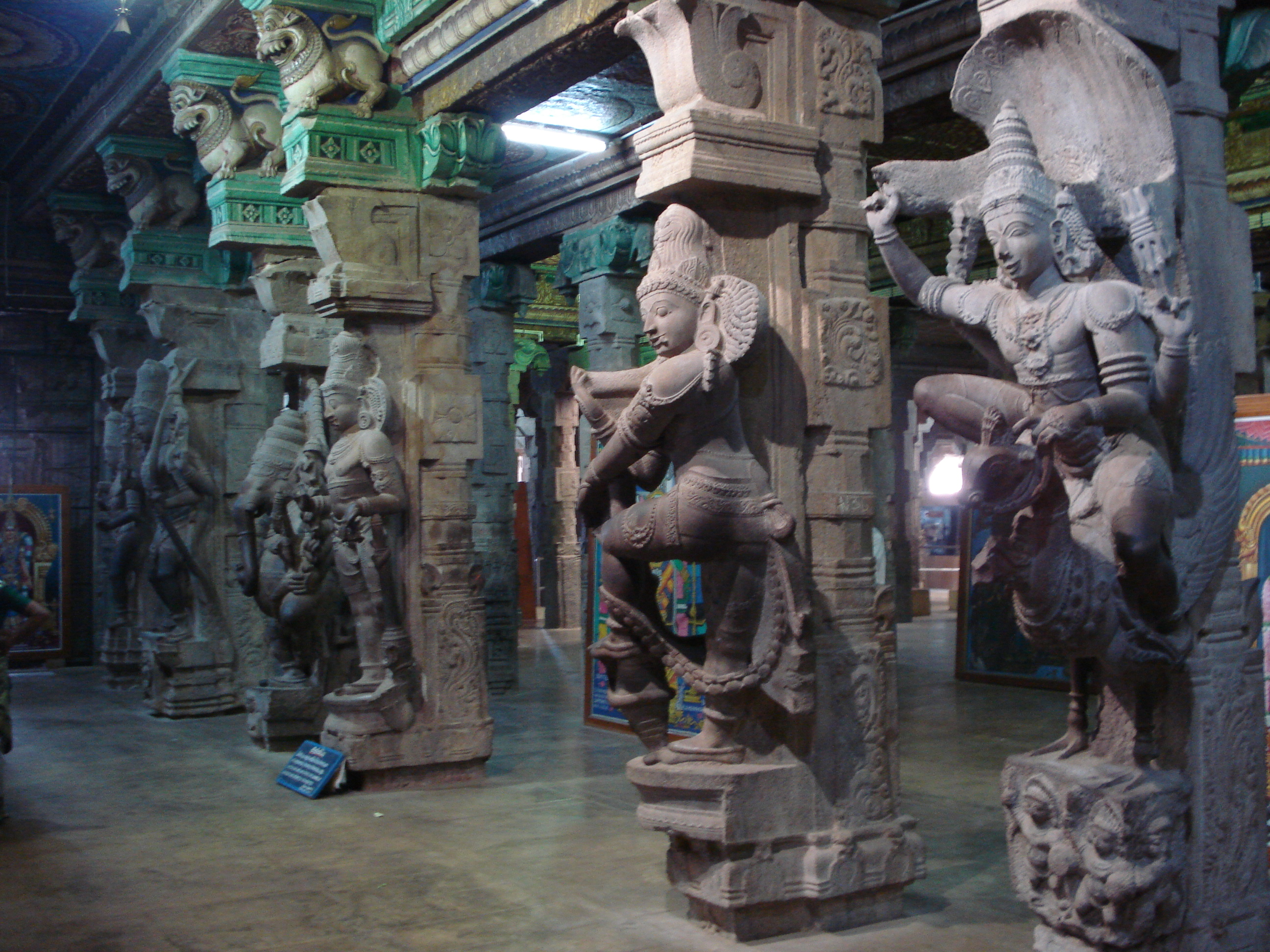
Sculptures à l'intérieur du temple

Le Puthu mandapam (nouvelle salle), construit par Tirumala Nayak, contient grand nombre de sculptures. Il est situé à l'opposé du gopuram Est.
Le Ashta Shakti mandapam (salle des huit déesses) est la première salle à l'entrée de temple de Mînâkshî, à proximité du gopuram Est. Les gopurams sont visibles depuis cette salle. La salle a été ainsi nommée en raison de la présence de huit formes de la déesse Shakti sculptées sur ses piliers. D'autres sculptures et peintures dépeignent le Tiruvilayadal (les jeux sacrés de Shiva). Le Pancha Pandava mandapam (salle des cinq Pandavas) contient des sculptures de héros du Mahabharata et notamment les cinq Pandavas.
Le Viravasantharaya mandapam est une grande salle avec des couloirs immenses. Au sud de cette salle se trouve le kalyana mandapam. C'est là que le mariage de Shiva et de Parvati est célébré chaque année durant le Festival de Chithirai à la mi-avril. Les images d'or de Mînâkshî et Sundareswarar sont amenées dans le Oonjal mandapam (couloir balançoire) qui date du XVIe siècle. Elles sont placées sur la balançoire tous les vendredis à 17h30. Le sanctuaire comporte un gopuram à trois étages avec deux dvarapalas (gardiens), soutenu par des colonnes dorées et rectangulaires avec des marques de lotus. Sur les murs de la salle, des panneaux en granit représentent le couple divin. La salle est située sur le côté ouest du bassin du temple.
Le Mudali Pillai mandapam ou Iruttu Mandapam (salle sombre) est un hall de grandes dimensions construit par Muthu Pillai en 1613. Sur les piliers du hall, des sculptures retracent l'histoire de Shiva prenant la forme de Bhikshatana pour enseigner aux sages.
Le Mangayarkarasi mandapam est une salle plus récente, située à l'opposé des salles de mariage. Elle porte le nom de la reine Mangayarkarasi qui ont contribué au shivaïsme et au développement de la langue tamoule. Au sud du Mangayarkarasi mandapam se trouve le Servaikarar mandapam, une salle construite par les frères Marudu en 1795. Le Nagara mandapam (salle des roulements de tambours) se trouve à l'opposé du sanctuaire de Sundareswarar. Elle a été construite par Achaya Rayar, le ministre de la Rani Mangammal en 1635. Le Kolu mandapam est une salle pour l'exposition des poupées (le golu) lors de la fête de Navratri célébrée en septembre-octobre.

### Salle des mille piliers

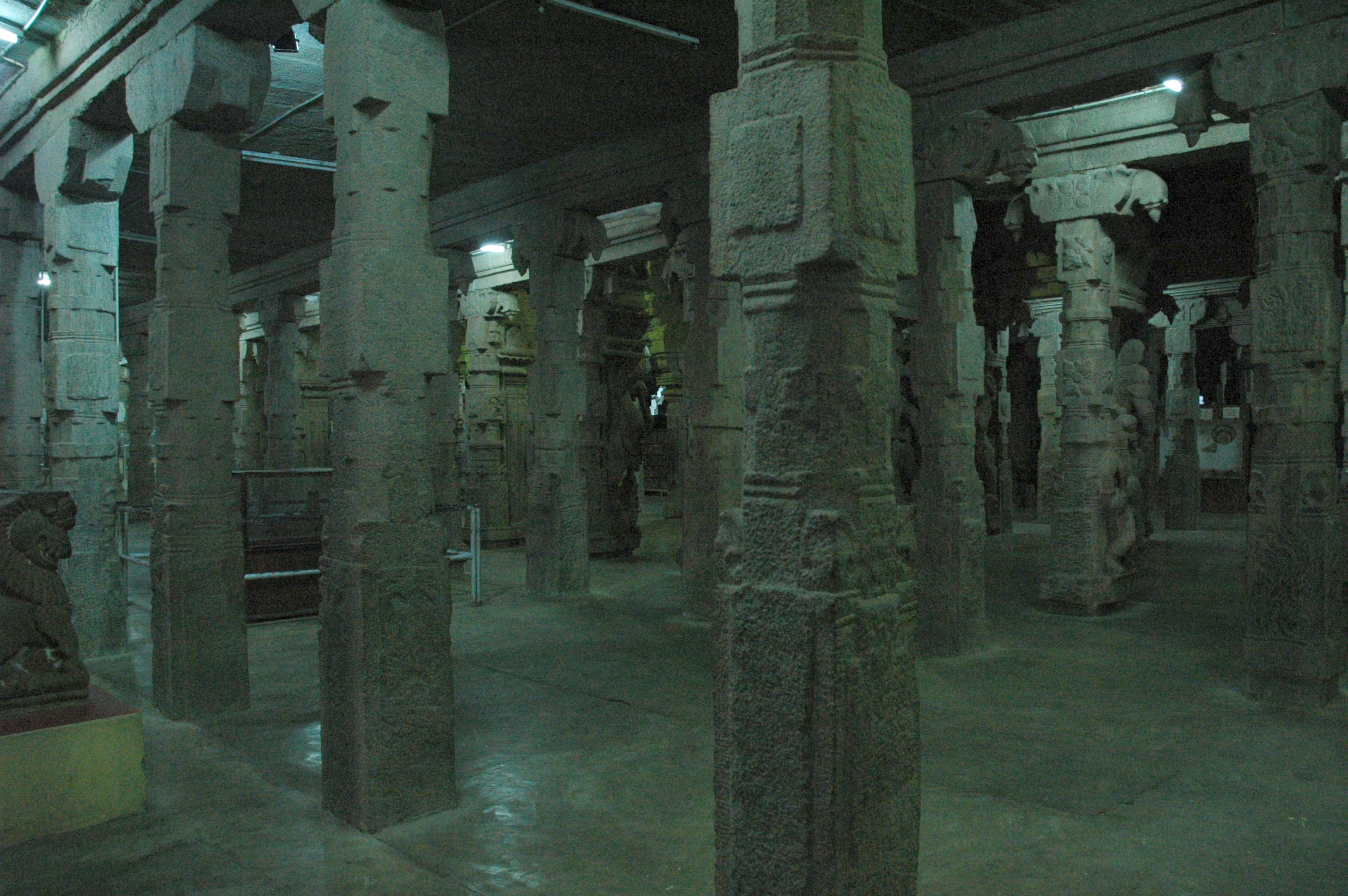
Une section de la salle des mille piliers

Le Aayiram Kaal mandapam (salle des mille piliers) contient en fait 985 piliers sculptés. Elle a été construite par Ariyanatha Mudaliar en 1569. C'était le Premier ministre et le général de Viswanatha Nayak, le premier Nayaka de Madurai (1559–1600). Il a également été le fondateur du système de Poligar, une organisation quasi-féodale du pays, qui était divisée en plusieurs palayams (provinces), chacune gouvernée par un palayakkarar. À l'entrée de la salle, se trouve la statue équestre d'Ariyanatha Mudaliar. Elle est périodiquement décorée de guirlandes par les fidèles. Chaque pilier de la salle est une sculpture originale de style dravidien. Les plus importantes sont celles de Rati (épouse de Kâmadeva), Kârttikeya, Ganesh, Shiva en tant que mendiant errant. On trouve aussi un grand nombre de yalis (figures mythiques de lions). Dans la salle, on trouve aussi un musée d'art avec les icônes, photographies, dessins, et autres pièces de l'histoire des 1200 ans du temple. En dehors de la salle, vers l'ouest, se trouvent des « piliers musicaux ». Chaque pilier, quand il est frappé, produit une note de musique différente.

### Le Pancha Sabhai

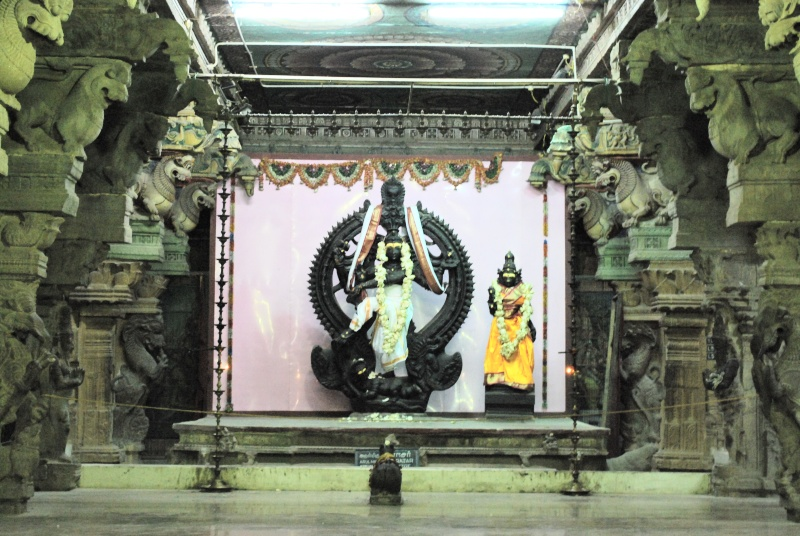
Image de Nataraja

Le terme de Pancha Sabhai (ou Pancha Sabha) fait référence aux cinq cours royales de Nataraja, c'est-à-dire la forme de la danse cosmique de Shiva. Ces cinq « cours royales » sont dispersées dans cinq temples à travers l'Inde tamoulophone, le temple de Minakshi Sundareshwar abritant le sabhai dit Rajata sabha ou Velli ambalam (autel en argent, en langue tamoule), qui contient une grande sculpture de Nataraja. Elle présente la particularité que Shiva lève sa jambe droite, alors que dans les Nataraja de l'art Chola, Shiva lève sa jambe gauche. Selon le Tiruvilayaadal Puranam (Le livre des jeux sacrés de Shiva), c'est à la demande de Rajasekara Pandya, qui était un dévot sincère de Shiva, que la divinité est représentée ainsi.

## Rituels

### Culte quotidien
Il y a près de 50 prêtres qui effectuent la puja (rituels) quotidiennement et pendant les festivals. Ils vivent dans un secteur fermé, situé au nord du temple. Le culte quotidien comporte quatre rituels : abhisheka (le bain sacré), alangaram (maquillage), neivethanam (repas) et deepa aradanai (l'agitation des lampes) pour Mînâkshî et Sundareswarar. Les cérémonies s'accompagnent de musique à base de nâgasvarams (instrument à vent) et thavils (instrument de percussion), avec la lecture des Vedas par les prêtres et les prosternations des fidèles devant le mât du temple. La tradition est d'adorer Mînâkshî d'abord, puis Sundareswarar.

### Festivals
Le festival le plus important est le Mînâkshî Thirukalyanam (le mariage divin de Mînâkshî) qui est célébré en avril chaque année. Le mariage du couple divin est considéré comme un exemple typique de l'Inde du Sud de mariage matriarcal. Le mariage patriarcal est lui typique du temple de Thillai Nataraja à Chidambaram. Le festival rassemble de grandes foules de fidèles à la fois shivaïtes et vishnouites.
Pendant le mois du festival, il y a plusieurs événements : Ther Thiruvizhah (festival du char) etTheppa Thiruvizha. Les principaux festivals hindous de Navratri et Shivrathri sont célébrés dans le temple. Comme dans la plupart des temples de Shakti du Tamil Nadu, les vendredis des mois tamouls de Aadi (juillet–août) et Thai (janvier–février) sont célébrés dans le temple par des milliers de dévots. Avani Moola Utsava est un festival de dix jours essentiellement consacré à Sundareswarar et ses divers Thiruvilayadal (les jeux sacrés de Shiva).

## Dans la culture populaire
- Le Temple de Mînâkshî peut être construit comme merveille mondiale dans le jeu vidéo Civilization VI (2016).

## Galerie

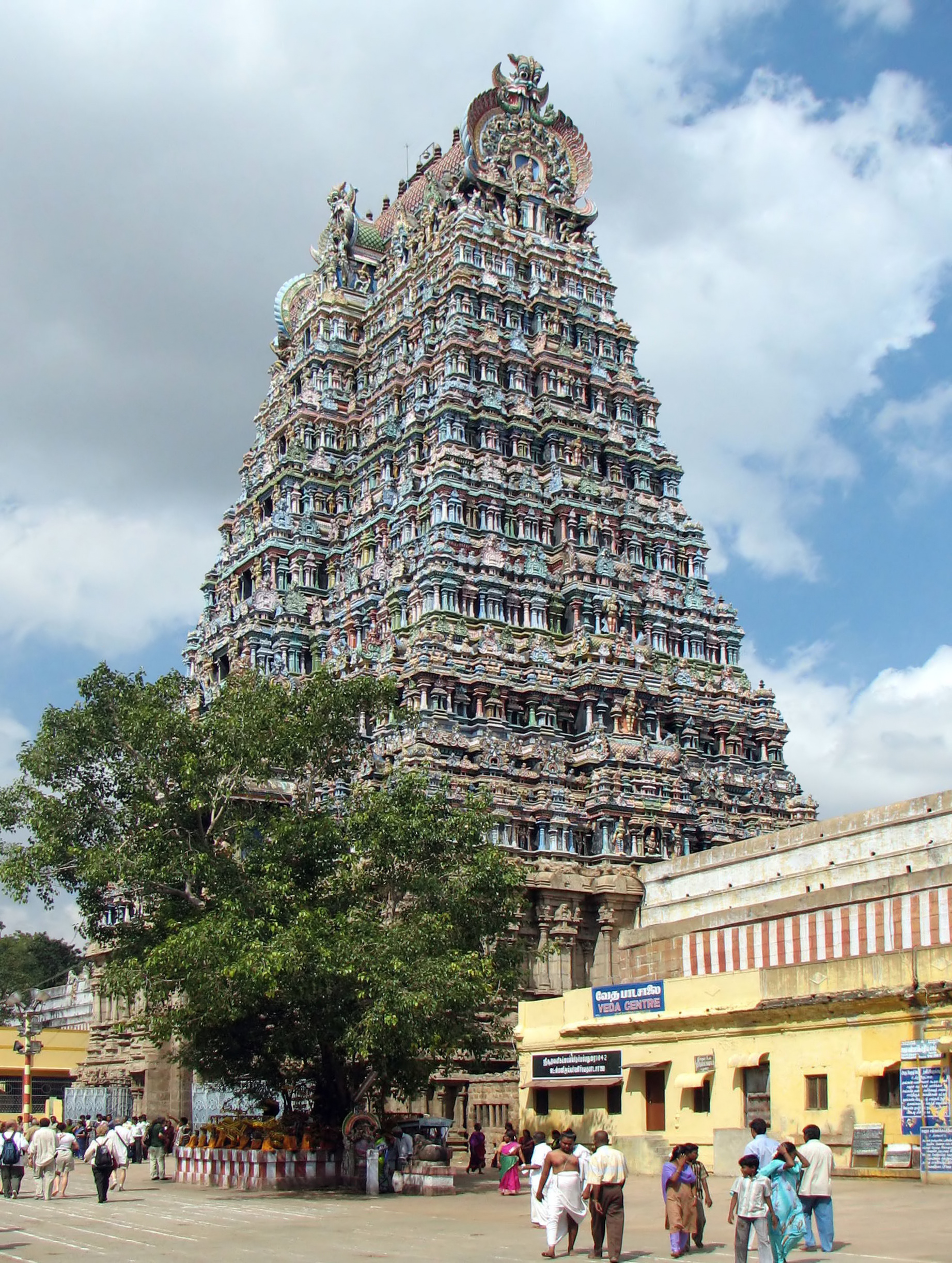
Gopuram nord
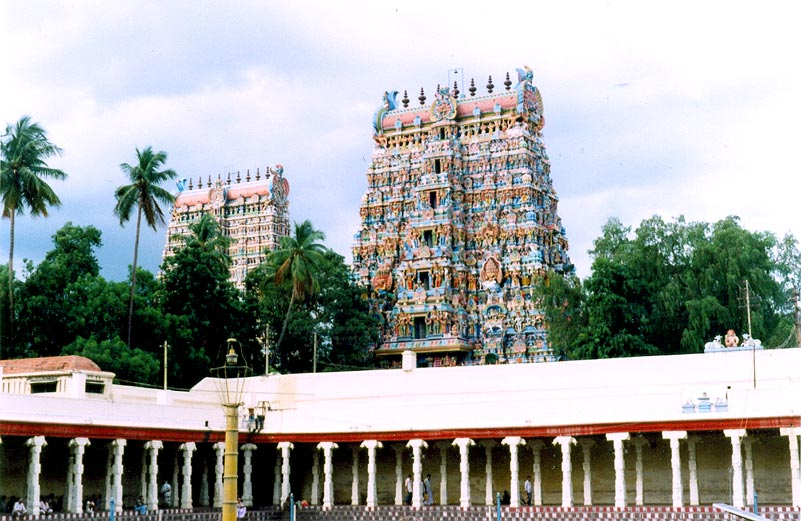
Les gopurams surplombant le réservoir
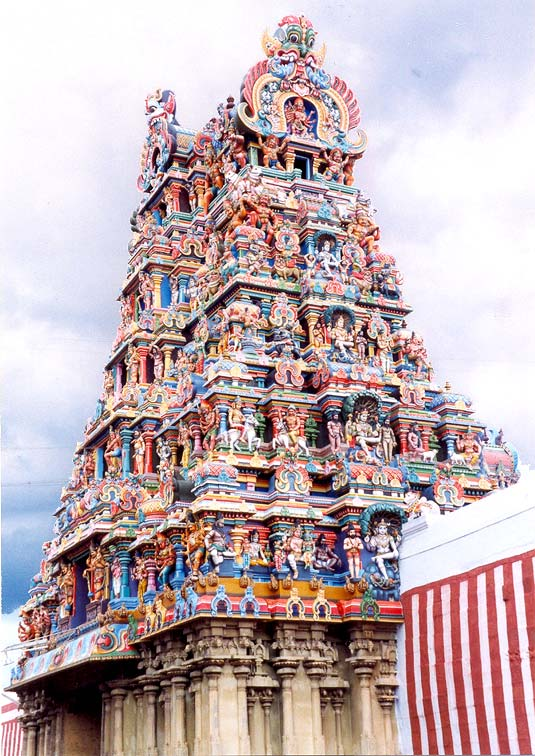
Un gopuram du temple
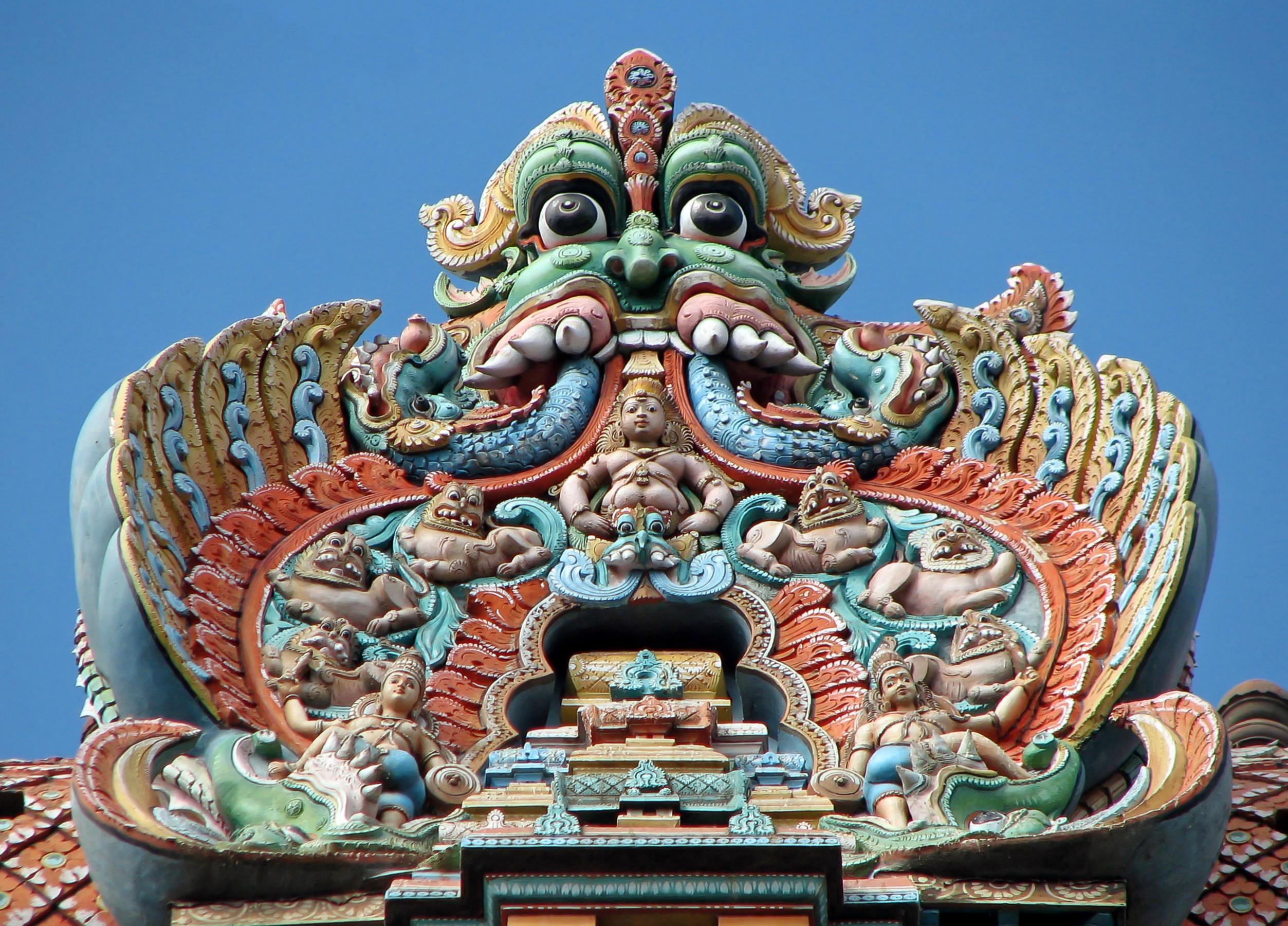
Sommet de l'un des gopurams du temple
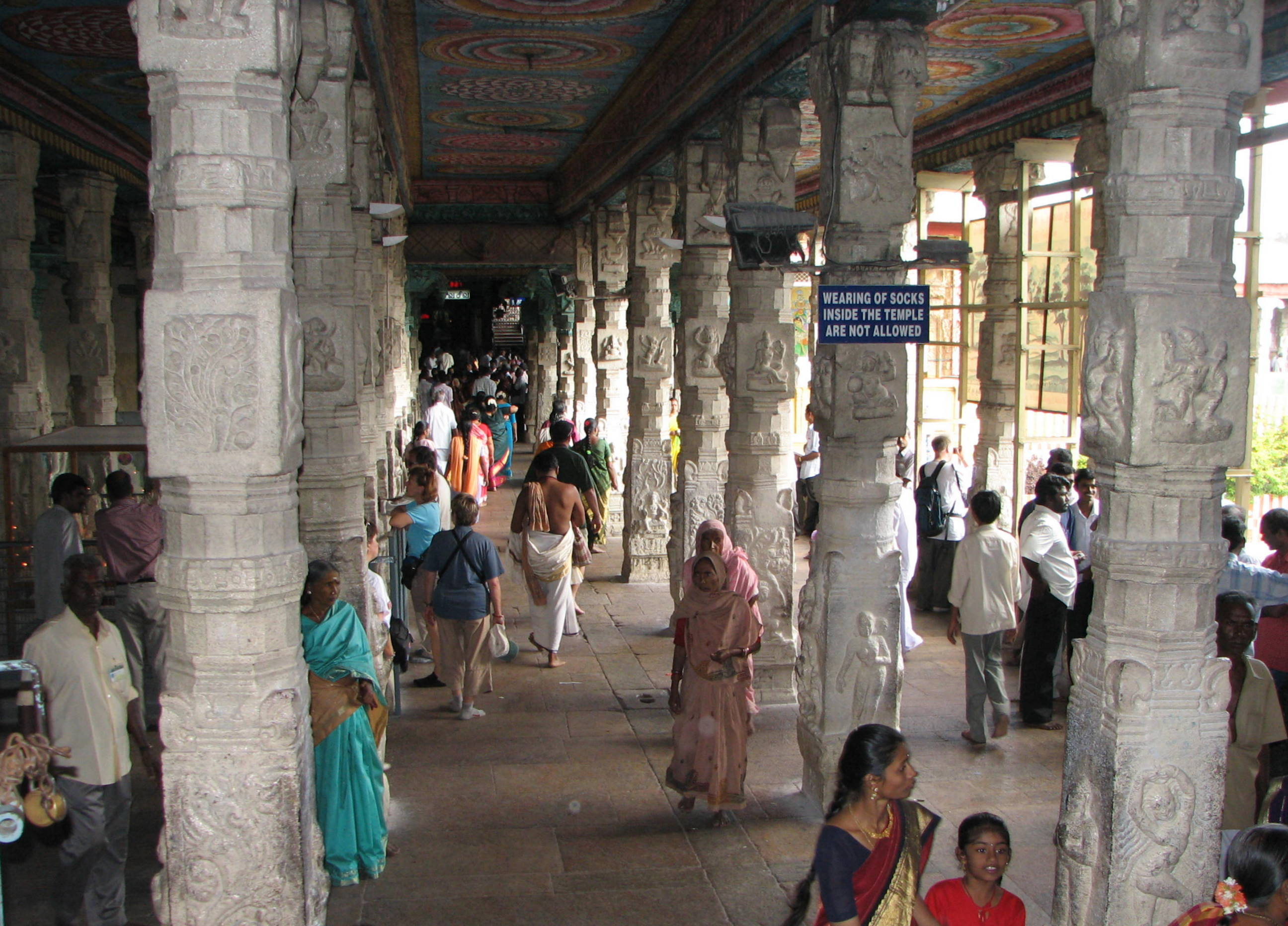
Intérieur du temple
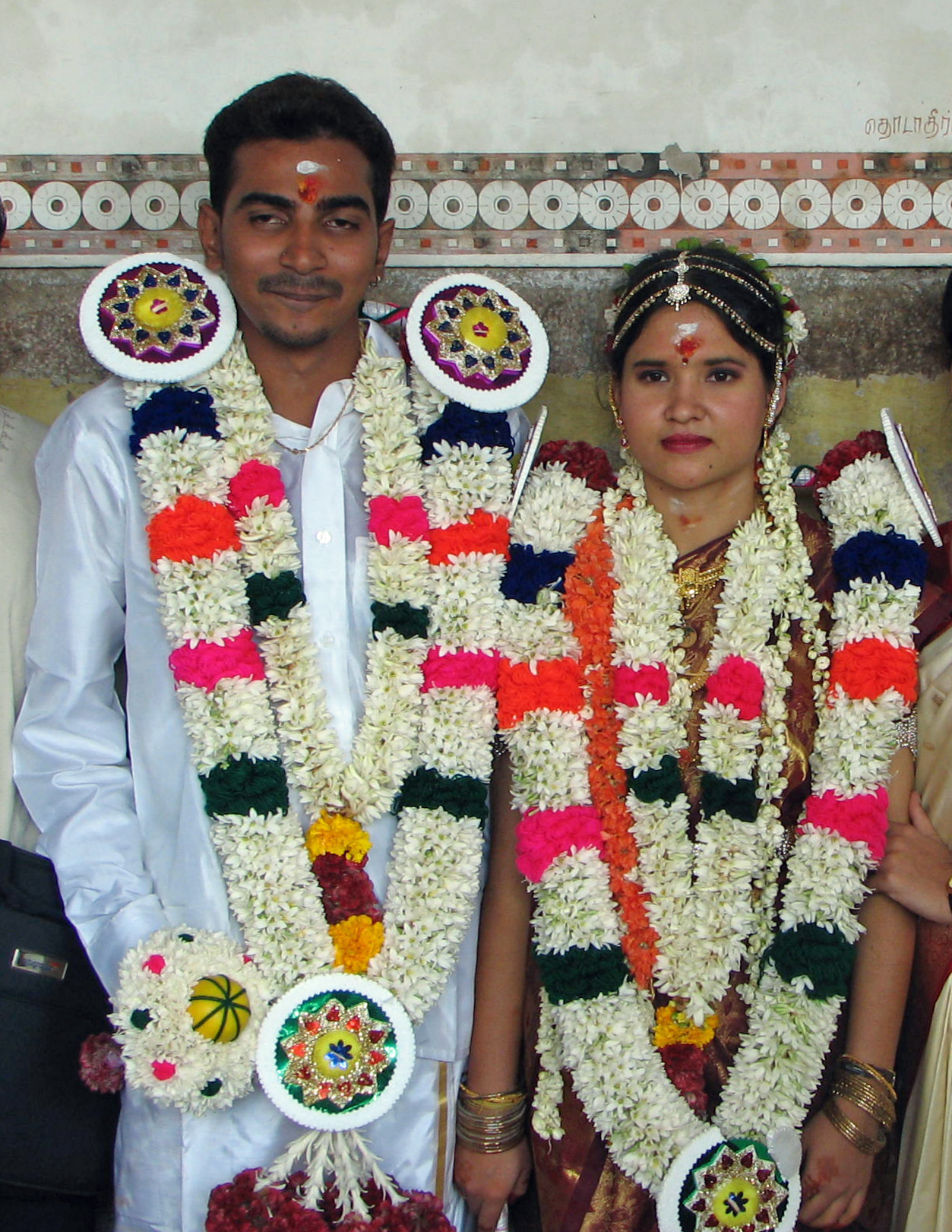
Nouveaux mariés à l'intérieur du temple